# Weekly女子ゴルフ
『Weekly女子ゴルフ』（ウィークリーじょしゴルフ）は、2024年4月7日からテレビ東京系列ほかで放送されているテレビ東京製作の女子プロゴルフ専門の情報番組。監修・協力：日本女子プロゴルフ協会。放送時間は毎週日曜 23:20 - 23:45（日本標準時）。

## 概要
日曜日に最終ラウンドが行われるその週の日本女子プロゴルフツアーの結果をメインに、ステップ・アップ・ツアー、レジェンズツアーといったJLPGAが主催・公認する競技会の結果を伝えつつ、女子プロゴルファーの魅力を引き出すコーナーも放送される。

## 出演者
- MC：上地雄輔　・松澤亜海(第26回から隔週・第49回から毎週）
- MC代理：水原恵理（第8回）、松澤亜海（第16回-第20回、第23回-第24回）（竹崎の代理） 板垣龍佑（第25回・第29回）（中垣の代理）中根舞美（第60回）・第61回（松澤の代理）
- ゲストコメンテーター：（下表参照）

## 過去の出演者
- MC：中垣正太郎 （開始ー第47回まで）　竹﨑由佳（第46回まで）（隔週）[15]

## ネット局
- テレビ東京（製作局）
- テレビ北海道
- テレビ愛知
- テレビ大阪
- テレビせとうち
- TVQ九州放送
- テレビ和歌山
- びわ湖放送

放送2日後の火曜日23時にTVer無料配信と、U-NEXT有料アーカイブ配信を実施している。